# Nokia 1 Plus
Nokia 1 Plus (також відомий як Nokia 1.1 Plus) — смартфон початкового рівня на Android Go, розроблений компанією HMD Global під брендом Nokia. Був представлений 24 лютого 2019 року на MWC 2019 разом з Nokia 3.2, 4.2, 9 PureView та 210. Є наступником Nokia 1.

## Дизайн
Екран смартфона виконаний зі скла. Корпус виконаний з матового пластику.
Знизу розміщений роз'єм microUSB. Зверху розташований 3.5 мм аудіороз'єм. З правого боку розміщені кнопки регулювання гучності та кнопка блокування смартфона. Мікрофон знаходиться спереду на нижній рамці дисплею, а на верхній рамці знаходяться фронтальна камера, розмовний динамік та датчик наближення/автояскравості. Мультемедійний динамік розташований на задній панелі, яку можна зняти. Слоти під 2 SIM-картки і карту пам'яті формату microSD до 128 ГБ знаходяться під корпусом.
Nokia 1 Plus продавався в 3 кольорах: чорному, синьому та червоному.

## Технічні характеристики

### Платформа
Смартфон отримав процесор MediaTek MT6739WW та графічний процесор PowerVR GE8100.

### Батарея
Батарея отримала об'єм 2500 мА·год. Також є можливість її заміни.

### Камери
Смартфон отримав основну камеру 8 Мп з автофокусом та можливістю запису відео в роздільній здатності 720p@30fps. Фронтальна камера отримала роздільність 2 Мп та можливість запису відео у роздільній здатності 720p@30fps.

### Екран
Екран IPS LCD, 5.45", FWVGA (960 × 480) зі щільністю пікселів 197 ppi та співвідношенням сторін 18:9.

### Пам'ять
Смартфон продавався в комплектаціях 1/8 та 1/16 ГБ.

### Програмне забезпечення
Смартфон був випущений на полегшеній версії Android під назвою Android Go версії 9 Pie. Був оновлений до Android 11 Go.